# 寶嘉先生
《寶嘉先生》（英語：Monsieur Beaucaire）是一部1924年的美國無聲電影，根據布斯·塔金頓發表於1900年的同名短篇小說改編。本片於派拉蒙在紐約的電影製片廠攝製，由悉尼·奥尔科特導演，魯道夫·范倫鐵諾主演。

## 登場角色
- 魯道夫·范倫鐵諾 飾 夏特爾公爵/寶嘉先生
- 比比·丹尼尔斯（英语：Bebe Daniels） 飾 亨麗埃特公主
- 洛伊絲·威爾遜（英语：Lois Wilson (actress)） 飾 玛丽·莱什琴斯卡王后
- 多丽丝·凯尼恩（英语：Doris Kenyon） 飾 瑪麗女爵
- 洛厄尔·舍曼（英语：Lowell Sherman） 飾 路易十五
- 波萊特·杜瓦爾（英语：Paulette Duval） 飾 龐巴度夫人
- 約翰·戴維森（英语：John Davidson (actor)） 飾 黎塞留樞機主教

## 外部連結
- 互联网电影数据库（IMDb）上《寶嘉先生》的资料（英文）
- AllMovie上《寶嘉先生》的资料（英文）
- 爛番茄上《寶嘉先生》的資料（英文）
- Monsieur Beaucaire (1924) at SilentEra （页面存档备份，存于）
- Monsieur Beaucaire （页面存档备份，存于） web site dedicated to Sidney Olcott （法文）
- lobby poster （页面存档备份，存于）
- 香港外語電影資料網上《寶嘉先生 （页面存档备份，存于）》的資料 （繁體中文）